# 클로드앙리 드 루브루아 드 생시몽
생시몽 백작 클로드 앙리 드 루브루아(Claude Henri de Rouvroy, comte de Saint-Simon, 1760년 10월 17일 ~ 1825년 5월 19일)은 프랑스의 사상가·경제학자이다. 계몽주의 사상의 영향을 받으며 자랐고, 오언, 푸리에와 함께 공상적 사회주의자의 한 사람이다. 귀족 출신으로, 18세 때 미국 독립 전쟁에 참전하였다가 미국의 산업 발전에 충격을 받고 귀국하여 프랑스 혁명에 참여했다.
한때 국유지 매매로 많은 부를 축적하였으나, 과학 연구에 사용하여 극빈에 빠졌다. 그러나 그는 정치·경제·사회 등에 관한 연구를 계속하여 만년에는 은행가의 후원을 받아 <산업론> <산업 제도론> <신 크리스트 교> 등을 완성시켰다. 그는 인류 역사의 발전적 전개를 자원을 독점한 지배계급과 이들에 의해 어쩔 수없이 피지배계급이 된 계층간의 갈등으로 발전한다고 주장, 봉건 영주와 산업자의 계급 투쟁으로 이어진 프랑스의 역사를 개선하여 양쪽이 협력, 지배하는 계획 생산의 새 사회 제도를 건설해야 한다고 주장하였다. 그의 사상은 천재적이었지만, 종교적·도덕적이고 공상적인 것이었다. 그의 사상은 마르크스와 엥겔스의 사회주의 이념과 존 스튜어트 밀의 사상에 영향을 주었다.

## 같이 보기
- 프랑스 혁명
- 능력주의
- 실증주의
- 과학주의
- 공상적 사회주의